# Аја
Аја (綾町 Aya-chō) је варош у Јапану у области Хигашимороката, префектура Мијазаки. Према попису становништва из октобра 2016. у граду је живело 7.267 становника са густином насељености 76 становника по км².Површина вароши је 95,21 km².
У Аји се налази замак Аја.

## Економија
Варош Аја је најпознатије место у префектури по производњи вина. Постоје винарије које посећују турсти.

## Фестивали и важни догађаји
Аја има неколико фестивала у току године. 
- У марту, они имају Фестивал трешњиног цвета. (Сакураокоси)
- У новембру коњске трка.
- Такође у новембру, они имају фестивал "Производи из Аје".

## Становништво
Према подацима са пописа, у вароши је 2012. године живело 7.267 становника.